# Tausug (lud)
Tausug, także: Tau Sug, Tausog, Taosug, Joloano, Sulu, Suluk, Moro Joloano, Joloano Sulu – grupa etniczna zamieszkująca filipiński archipelag Sulu, a także niektóre obszary wyspy Borneo (Malezja i Indonezja), m.in. malezyjski stan Sabah. Ich liczebność we wszystkich krajach wynosi ponad 1 mln. Posługują się własnym językiem z wielkiej rodziny austronezyjskiej. Wyznają islam w odmianie sunnickiej, ale zachowują także elementy wierzeń tradycyjnych.
Gospodarka ludu opiera się w dużej mierze na rolnictwie (ryż, maniok, ignamy, kukurydza). Ważnymi uprawami handlowymi są kokosy i konopie. Rozwinęli handel morski i rzemiosło.
Nazwa Tausug (Taosug) pochodzi od wyrazów Tao („człowiek”) i Suug („potok”).